# Bernbeuren

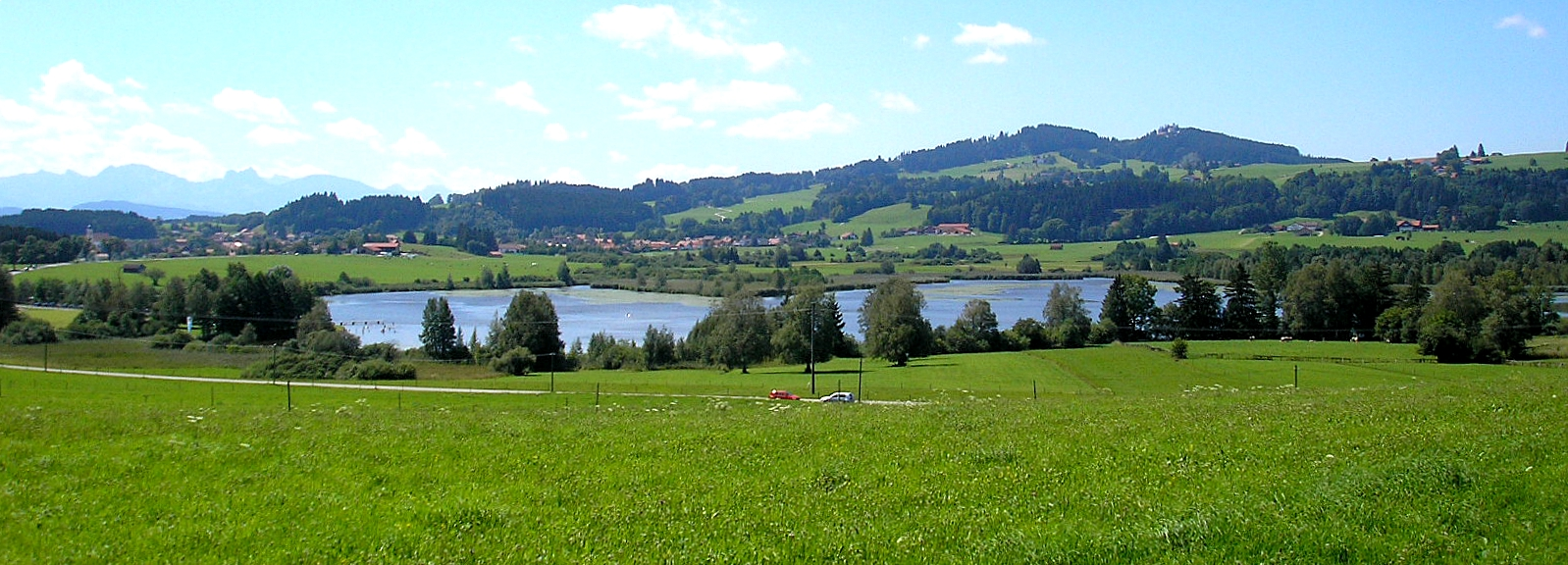
Haslacher See, Bernbeuren (links) und der Auerberg

Bernbeuren (mundartlich: Berabeire) ist die am westlichsten gelegene Gemeinde im oberbayerischen Landkreis Weilheim-Schongau. Die Gemeinde ist Mitglied in der Verwaltungsgemeinschaft Bernbeuren.

## Geografie
Die Gemeinde liegt in der Region Oberland, am östlichen Fuß des 1055 m hohen Auerberg.
Es ist die westlichste Gemeinde im Regierungsbezirk Oberbayern.

## Gemeindegliederung
Es gibt 63 Gemeindeteile (in Klammern ist der Siedlungstyp angegeben):
- Angerhof (Weiler)
- Auerberg (Weiler)
- Badwerk (Einöde)
- Berk (Weiler)
- Bernbeuren (Pfarrdorf)
- Böllenburg (Weiler)
- Brunnhof (Weiler)
- Buchenberg (Weiler)
- Bürstenstiel (Einöde)
- Echerschwang (Dorf)
- Egghof (Einöde)
- Ellensberg (Einöde)
- Eschach (Dorf)
- Feldhof (Weiler)
- Goldstein (Einöde)
- Greuwang (Weiler)
- Grönenbach (Einöde)
- Grundelsberg (Einöde)
- Günther (Weiler)
- Hafegg (Weiler)
- Helmer (Weiler)
- Hinterholz (Weiler)
- Hinterklausmen (Einöde)
- Hinterlangegg (Weiler)
- Hintertharren (Einöde)
- Hof (Einöde)
- Hohenösch (Weiler)
- Holz (Einöde)
- Honeleshof (Einöde)
- Kienberg (Weiler)
- Kinsegg (Einöde)
- Kollmannshof (Einöde)
- Kremelsmoos (Einöde)
- Langegg (Weiler)
- Lehen (Einöde)
- Loxhub (Weiler)
- Mark (Weiler)
- Nachsee (Dorf)
- Oberelmenau (Einöde)
- Oberhof (Einöde)
- Oberlinden (Einöde)
- Osterberg (Weiler)
- Prachtsried (Weiler)
- Reisgang (Weiler)
- Ried (Dorf)
- Riedhof (Weiler)
- Schlögelsberg (Einöde)
- Seemühle (Einöde)
- Sennhof (Einöde)
- Senthub (Einöde)
- Stenz (Einöde)
- Straß (Weiler)
- Thalhof (Einöde)
- Unterelmenau (Einöde)
- Unterleithen (Einöde)
- Unterlinden (Einöde)
- Voglegg (Weiler)
- Vordertharren (Einöde)
- Wendelinshof (Einöde)
- Westerhof (Einöde)
- Wiesbichl (Einöde)
- Wieshof (Einöde)
- Wildenberg (Einöde)

Es gibt die Gemarkungen Auerberg, Bernbeuren und Echerschwang.

## Geschichte

### Bis zur Gemeindegründung
Der Ort geht auf eine Siedlung, der die merowingische Sippe eines Bero ihren Namen gab zurück, aber erst 1221 wird ein Ulrich von Beroburo urkundlich erwähnt. In karolingischer Zeit wurde in Bernbeuren ein fränkischer Reichshof eingerichtet. Zur Zeit des Heiligen Römischen Reichs gehörte Bernbeuren zum Hochstift Augsburg. Am 1. Juni 1720 wurde der Ort fast vollständig durch einen Brand zerstört. Die durch den Wiederaufbau im 18. Jahrhundert entstandene Struktur hat sich weitgehend erhalten. Seit dem Reichsdeputationshauptschluss von 1803 gehört der Ort zu Bayern. Im Zuge der Verwaltungsreformen im Königreich Bayern entstand mit dem Gemeindeedikt von 1818 die heutige Gemeinde.

### Kreiszugehörigkeit
Bernbeuren gehörte bis zum 30. Juni 1972 zum Landkreis Schongau, seither zum Landkreis Weilheim i.OB, dessen Name am 1. Mai 1973 in Landkreis Weilheim-Schongau geändert wurde.

### Eingemeindungen
Im Zuge der Gebietsreform in Bayern wurden am 1. Mai 1978 Gebietsteile der aufgelösten Gemeinde Tannenberg eingegliedert.

### Einwohnerentwicklung
Zwischen 1988 und 2018 wuchs die Gemeinde von 1852 auf 2433 um 581 Einwohner bzw. um 31,4 %.
| Jahr          | 1840 | 1871 | 1900 | 1925 | 1939 | 1950 | 1961 | 1970 | 1987 | 1991 | 1995 | 2000 | 2005 | 2010 | 2015 | 2020 | 2023 |
| Einwohnerzahl | 1398 | 1490 | 1525 | 1650 | 1435 | 2125 | 1742 | 1748 | 1820 | 1966 | 2049 | 2176 | 2303 | 2288 | 2391 | 2482 | 2495 |

## Politik

### Bürgermeister und Gemeinderat
Erster Bürgermeister ist seit Mai 2020 Karl Schleich (Wählergemeinschaft Lebendiges Bernbeuren). Sein Amtsvorgänger war ab 2014 Martin Hinterbrandner (Unabhängige Wählergemeinschaft; UWG).
Seit der Gemeinderatswahl am 15. März 2020 hält von den 14 Sitzen im Gemeinderat die UWG zehn (Stimmenanteil 70,5 %), die WLB vier Sitze
(Stimmenanteil 29,5 %). Die Wahlbeteiligung lag bei 73,0 %.

### Steuereinnahmen
Im Jahr 2020 betrugen die Steuereinnahmen der Gemeinde 2.178.000 Euro, davon waren 439.000 Euro Gewerbesteuereinnahmen (netto).

### Auerbergland
Bernbeuren ist Mitgliedsgemeinde der die Grenzen der Regierungsbezirke Schwaben und Oberbayern überschreitenden interkommunalen Allianz „Auerbergland“.

### Wappen
| Wappen von Bernbeuren | Blasonierung: „Geteilt von Rot und Silber; oben ein durchgehendes silbernes Balkenkreuz, unten ein roter Dreiberg im Schildfuß.“ |
| Wappen von Bernbeuren | Wappenbegründung: Das Balkenkreuz, ein Symbol des heiligen Georg, verweist auf das Patrozinium der alten Wallfahrtskirche St. Georg auf dem über 1000 Meter hohen Auerberg […] Der Dreiberg versinnbildlicht die geografische Lage der Gemeinde am Auerberg. Die Tingierung in Rot und Silber unterstreicht die enge historische Verbindung zum Hochstift Augsburg; Bernbeuren gehörte früher zum augsburgischen Pflegeamt Füssen. Wappenführung seit 1970. |

## Kultur und Sehenswürdigkeiten
- Bernbeuren: Barocke Pfarrkirche St. Nikolaus mit Wallfahrtskapelle Maria Heimsuchung
- St.-Georgs-Kirche auf dem Auerberg
- Auerbergmuseum im Kiebelehaus 2011 mit den Themen „Der Berg – Die Römer auf dem Auerberg“, „Das Dorf – Bernbeuren, die Geschichte der Gemeinde“, „Das Land – Der agrarische Wandel vom blauen zum grünen Allgäu“ und „Das Haus – Die Holzbauweise, Römisches Streifenhaus und Allgäuer Ständerbohlenbau“

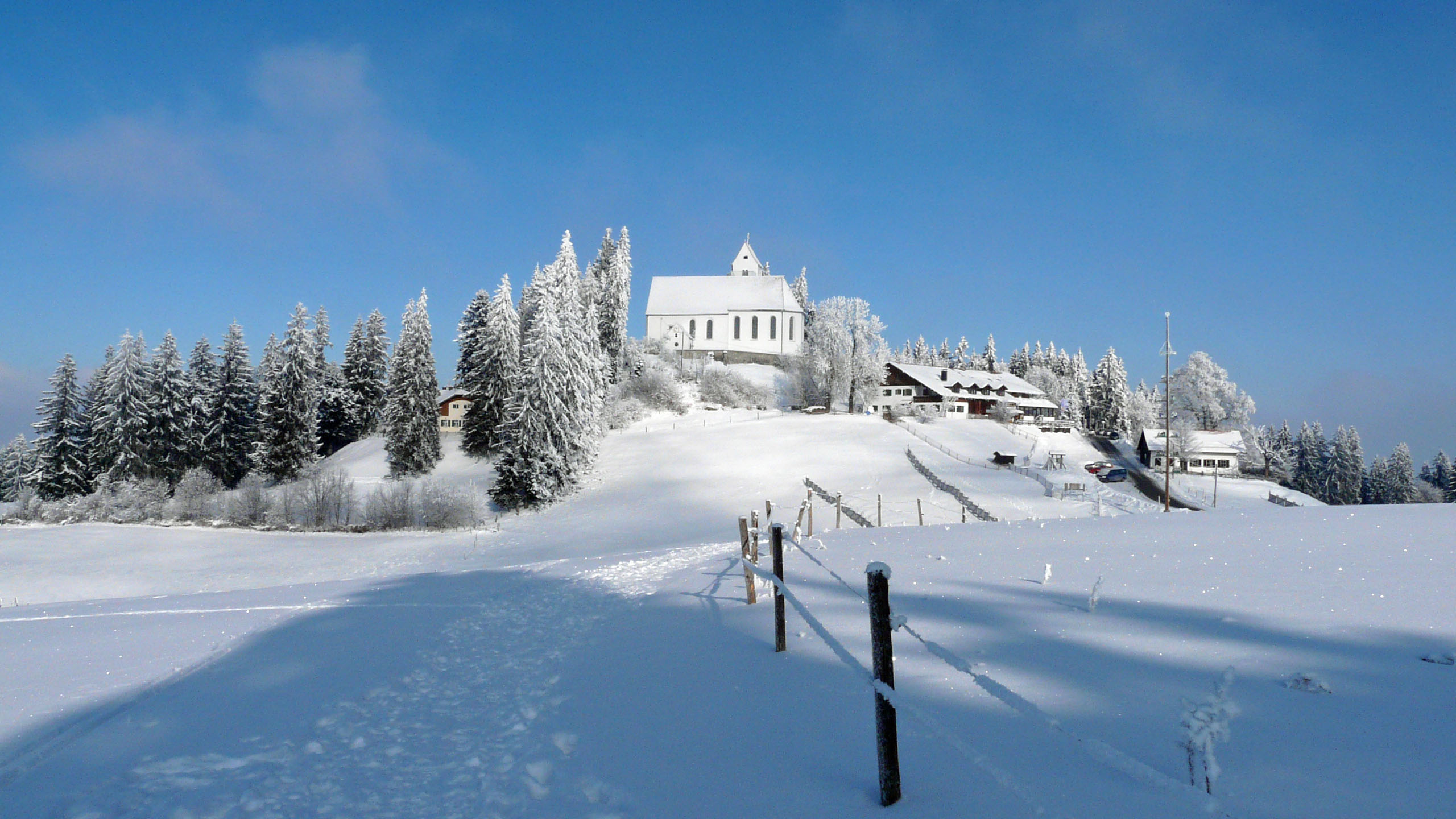
Auerberg im Winter
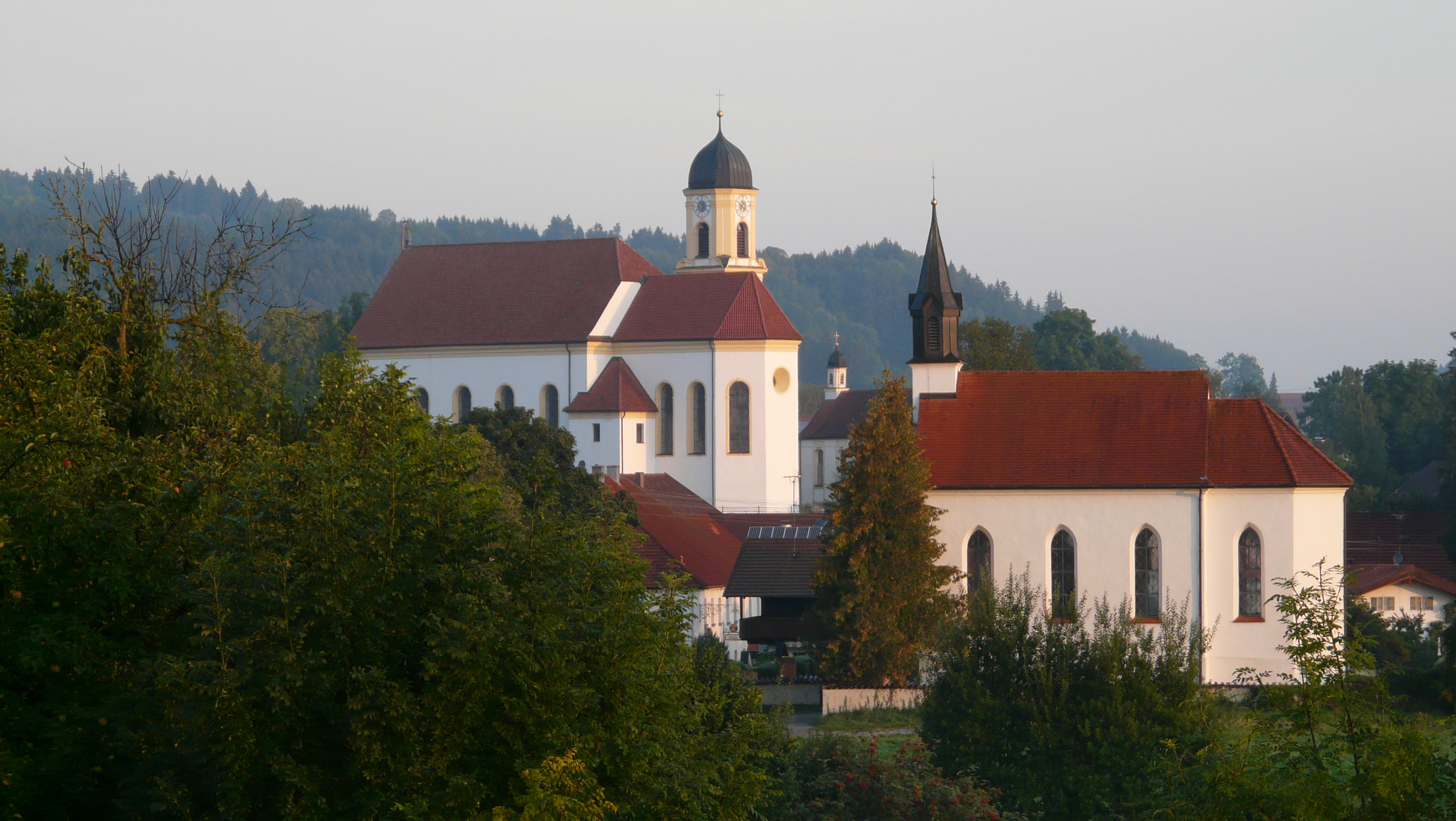
Dreikirchenblick
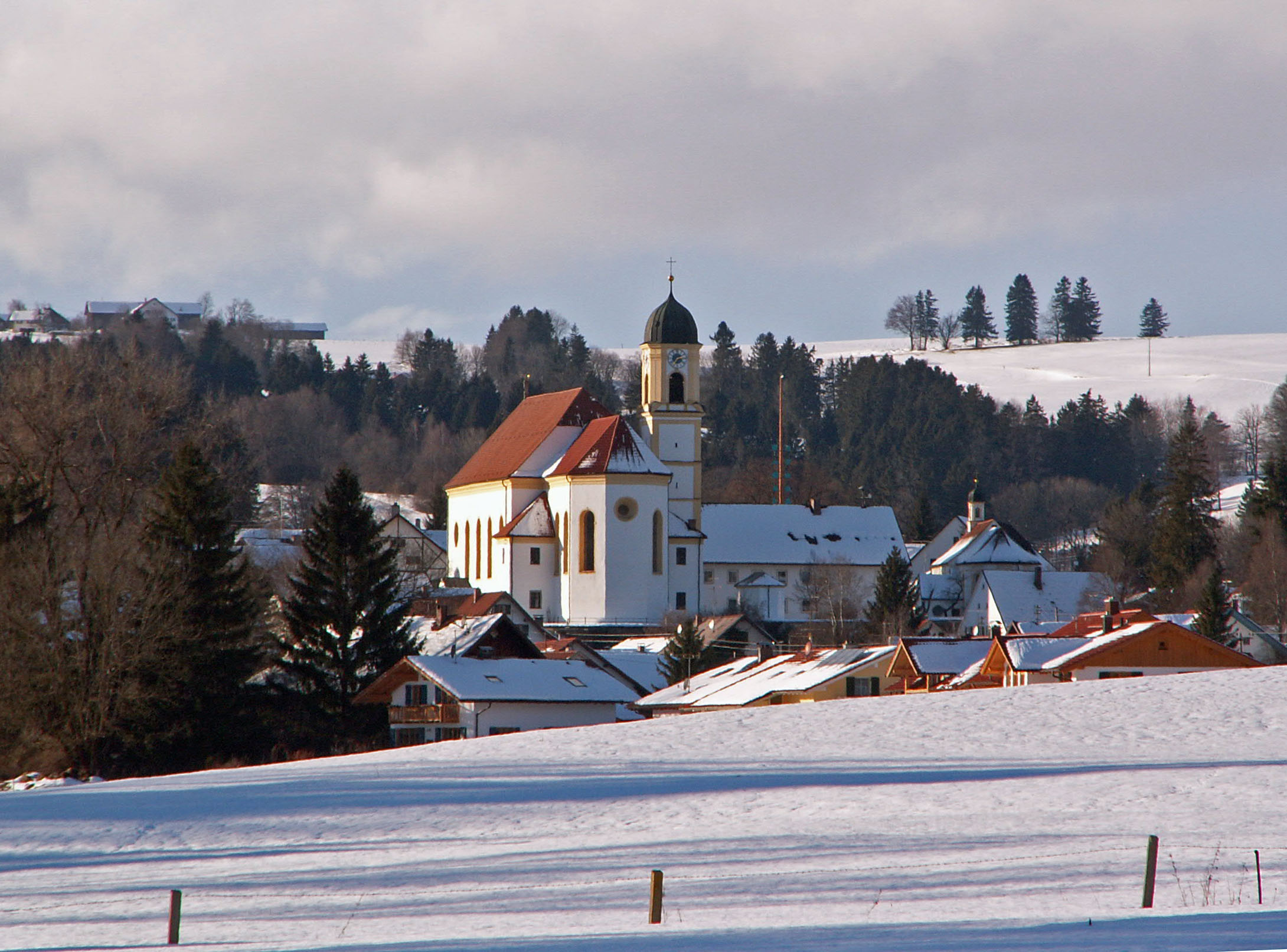
Bernbeuren von Osten
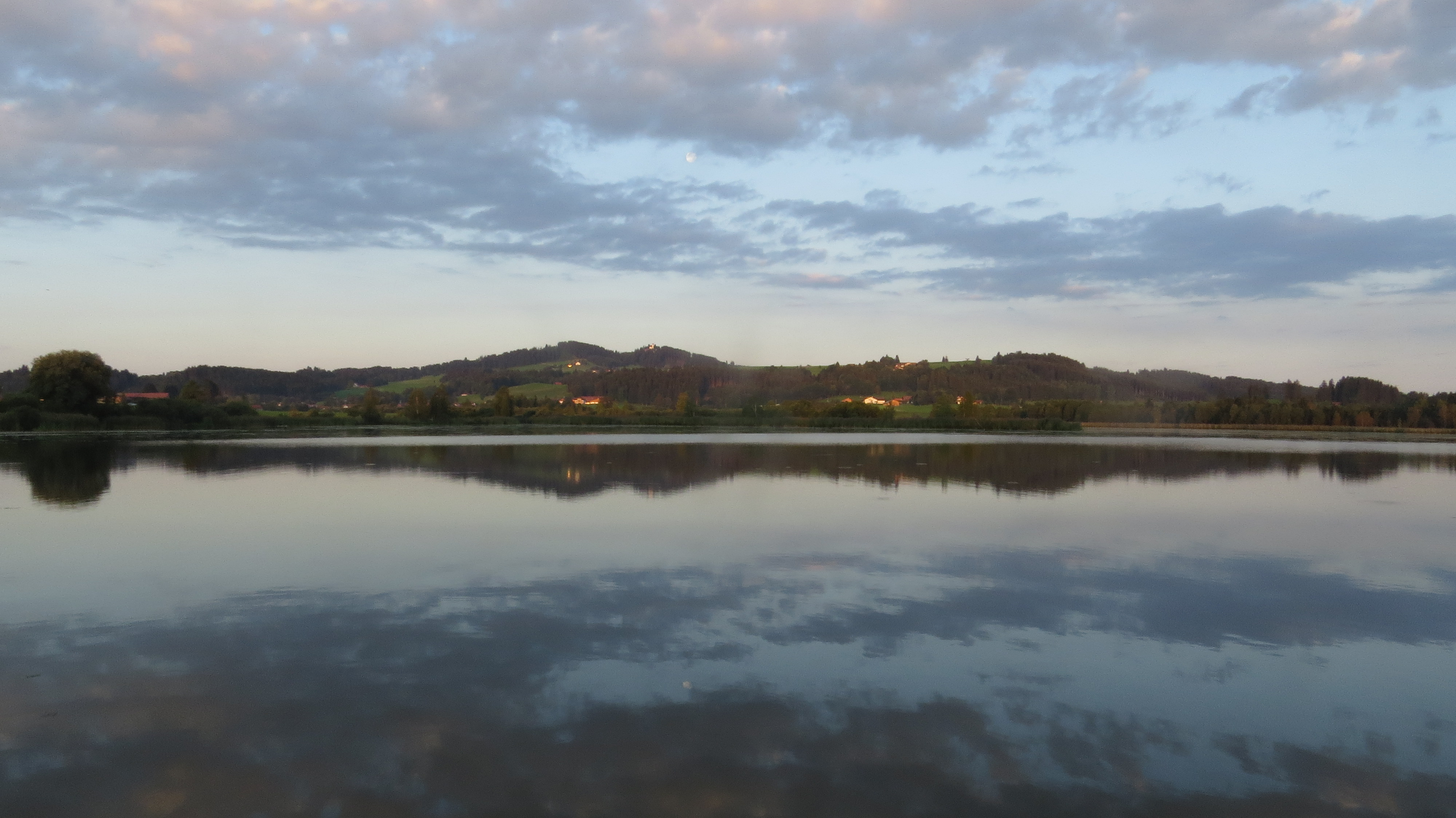
Haslacher See gegen Auerberg
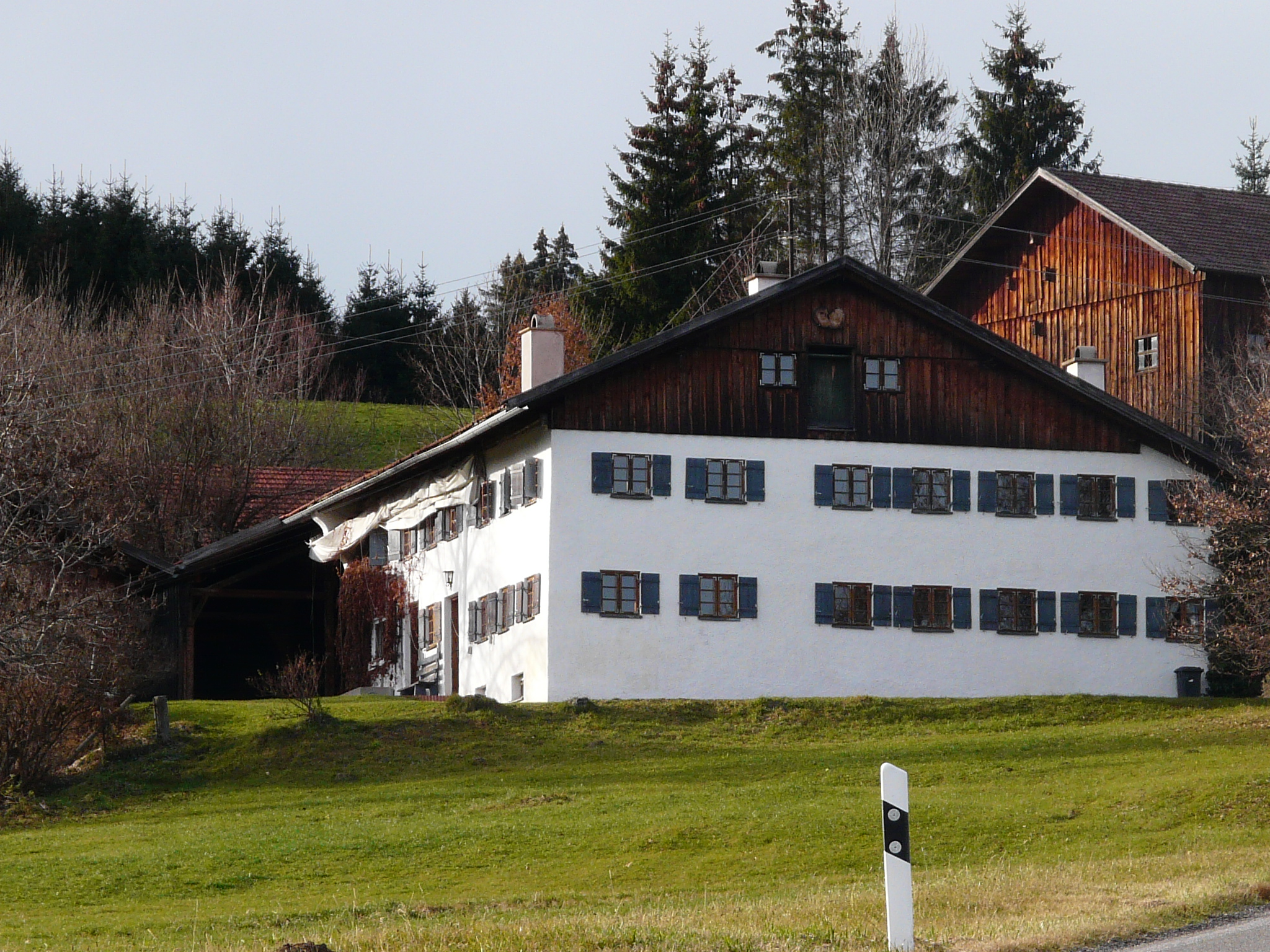
Hohenösch am Auerberg
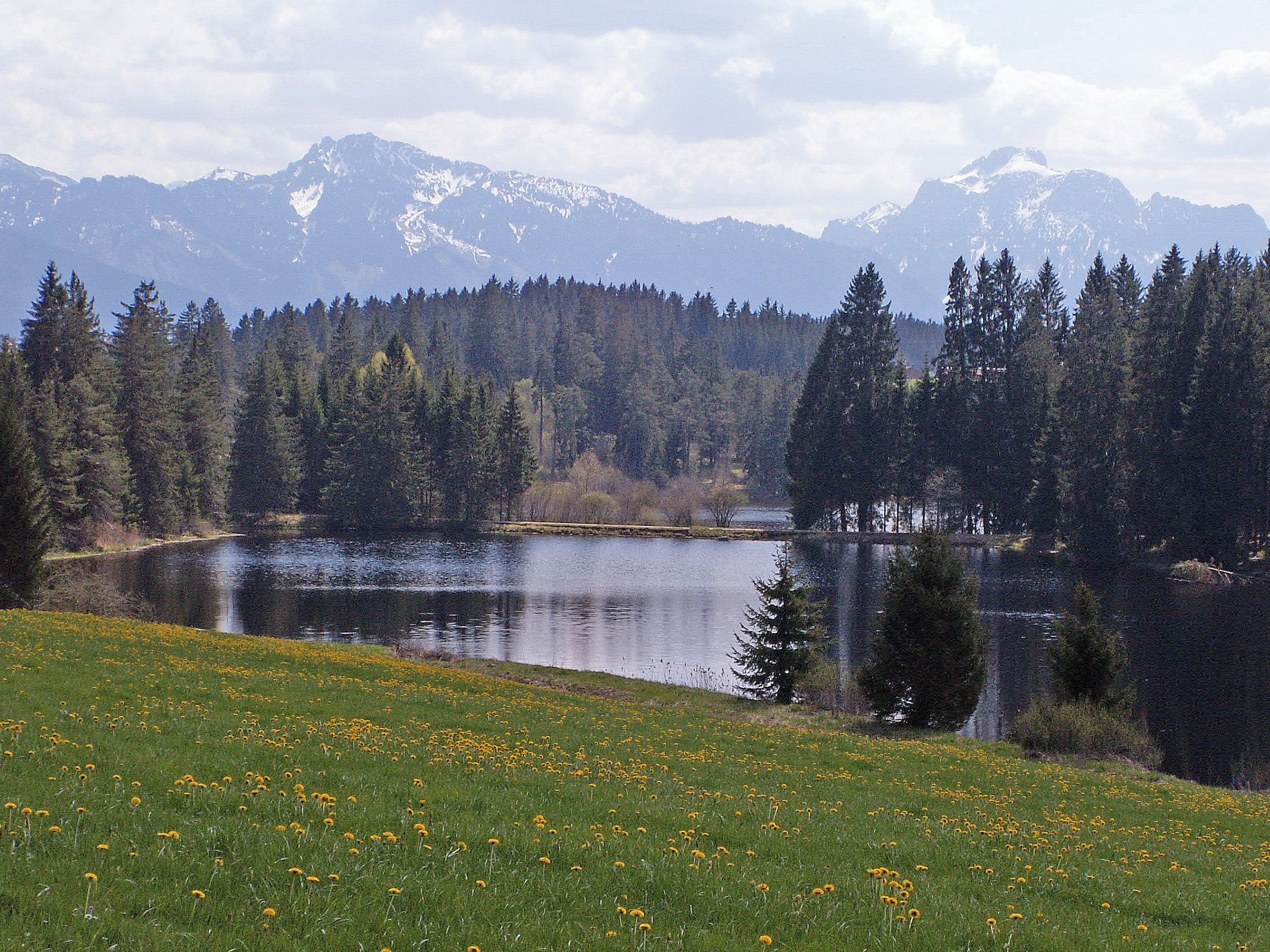
Kinsegger Weiher
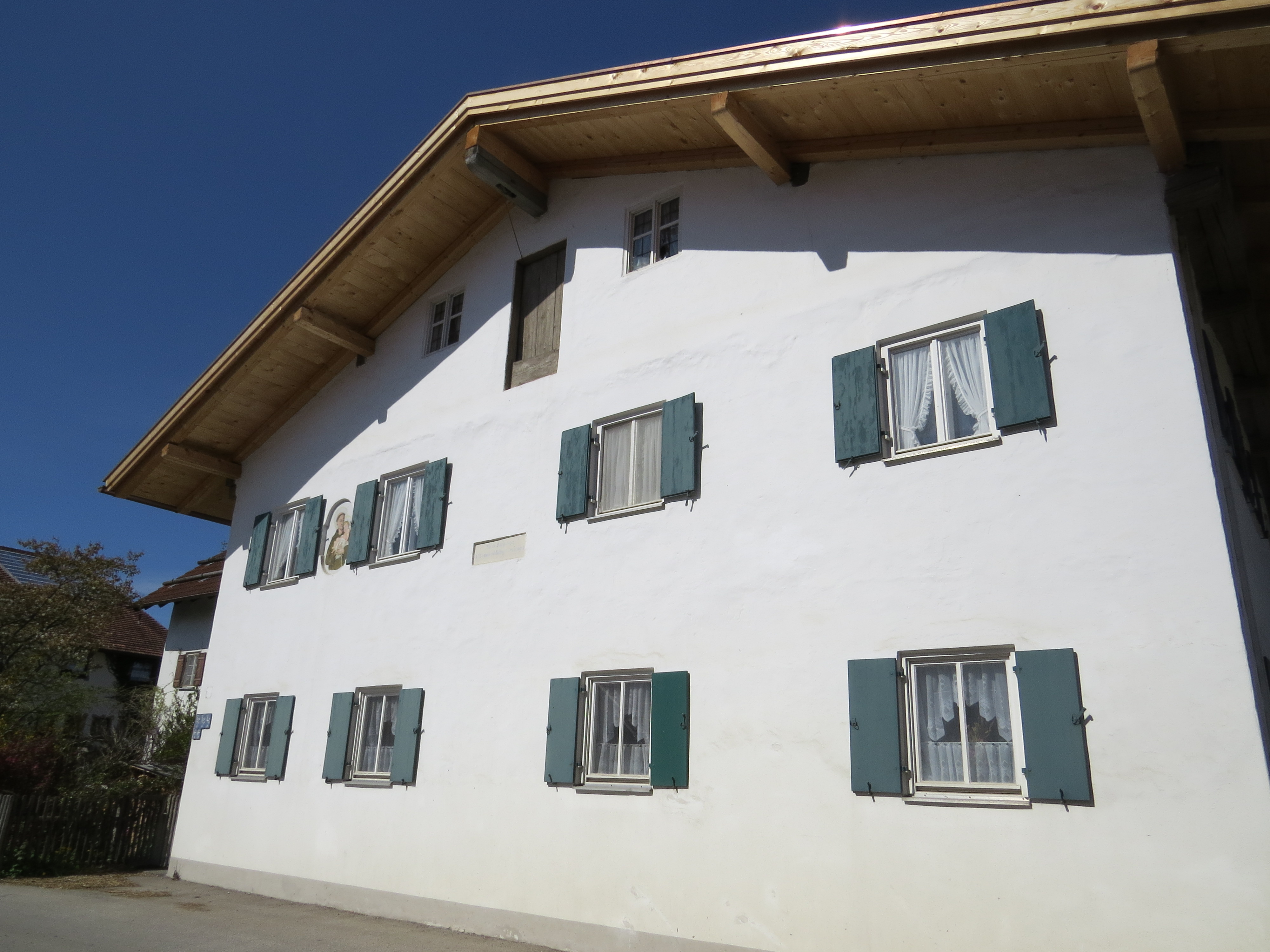
Lieblemüller, 18. Jahrhundert
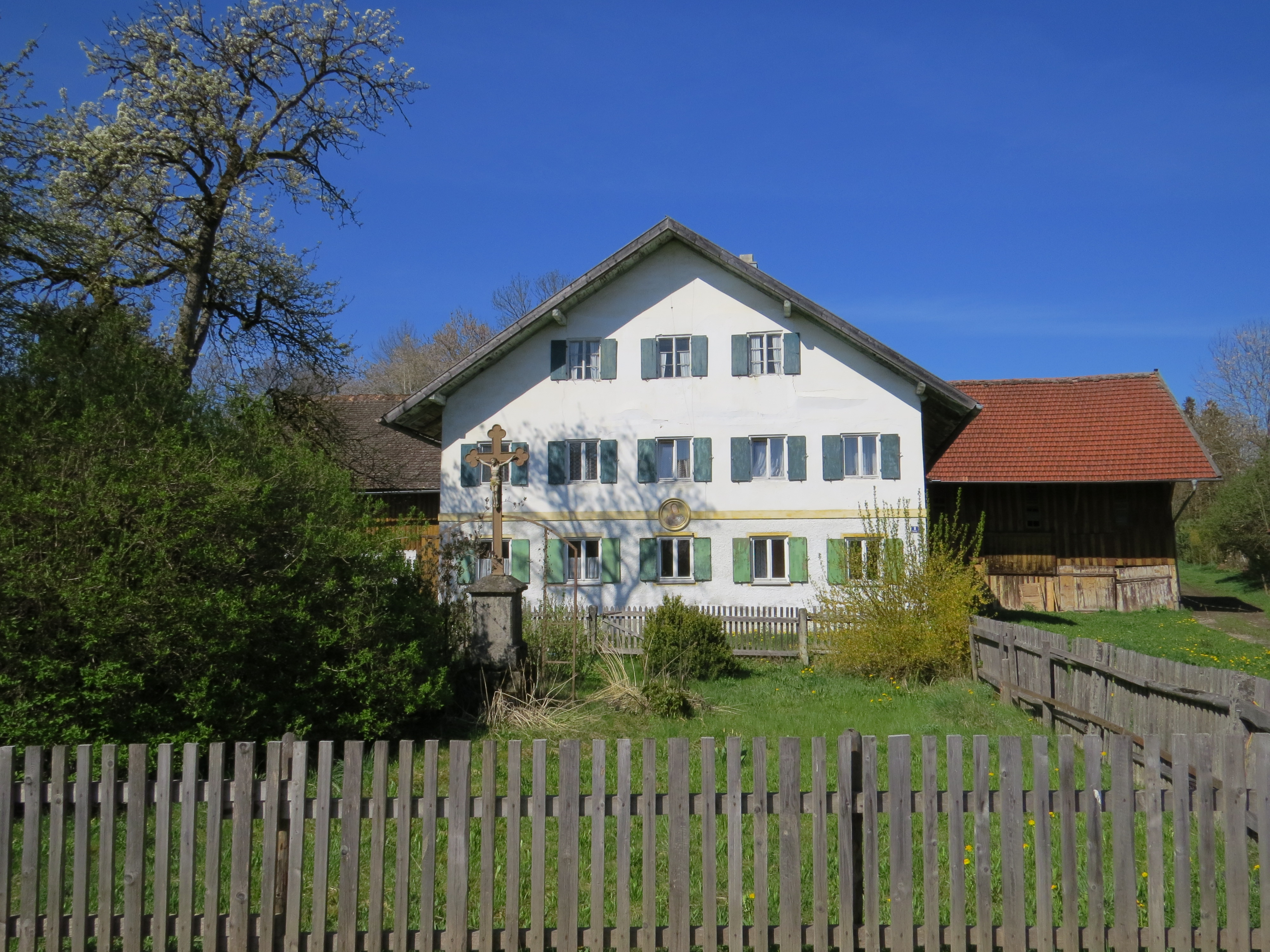
Beim Ziegelheiß am Postweg

## Wirtschaft und Infrastruktur

### Wirtschaft
Es gab 2020 im Bereich der Land- und Forstwirtschaft acht, im produzierenden Gewerbe 78 und im Bereich Handel, Verkehr und Gastgewerbe 109, im Bereich Unternehmensdienstleister 18 und im Bereich Öffentliche und private Dienstleister 75 sozialversicherungspflichtig Beschäftigte am Arbeitsort. Sozialversicherungspflichtig Beschäftigte am Wohnort gab es insgesamt 1071. Im verarbeitenden Gewerbe gab es keine, im Bauhauptgewerbe sechs Betriebe. Im Jahr 2010 bestanden zudem 91 landwirtschaftliche Betriebe mit einer landwirtschaftlich genutzten Fläche von insgesamt 2597 ha, davon 2586 ha Dauergrünfläche.

### Bildung
Im Jahr 2021 gab es folgende Einrichtungen:
- einen Kindergarten mit 164 Kindergartenplätzen und 112 betreuten Kindern
- eine Volksschule mit vier Lehrern und 77 Schülern (2020/21)[7]

## Persönlichkeiten

### Prominente Einwohner
- Doris Dörrie (* 1955) hat ihren Zweitwohnsitz in Bernbeuren, ist Mitglied im örtlichen Museumsverein und der IG Auerberg.

### Söhne und Töchter der Stadt
- Corinna Scholz (* 1. August 1989), Curling-Europameisterin 2009, Curling-Weltmeisterin 2010